# Burgruine Schönstein
Die Burgruine Schönstein ist die Ruine einer romanischen Spornburg in der Gemarkung von Schönau, einem Ortsteil der Gemeinde Gilserberg im nordhessischen Schwalm-Eder-Kreis (Deutschland).

## Geographische Lage
Die Burgruine liegt im Naturpark Kellerwald-Edersee auf dem Westsporn des 419 m ü. NHN hohen Schloßbergs, der Teil der Westabdachung des Höhenzugs Hemberg ist. Nach Westen fällt der Berghang steil in das Tal der Gilsa ab. 1,4 km nördlich liegt das nach der Burg benannte Dorf Schönstein und 1,1 km (jeweils Luftlinie) südöstlich befindet sich das Dorf Schönau, beides Ortsteile von Gilserberg.

## Geschichte

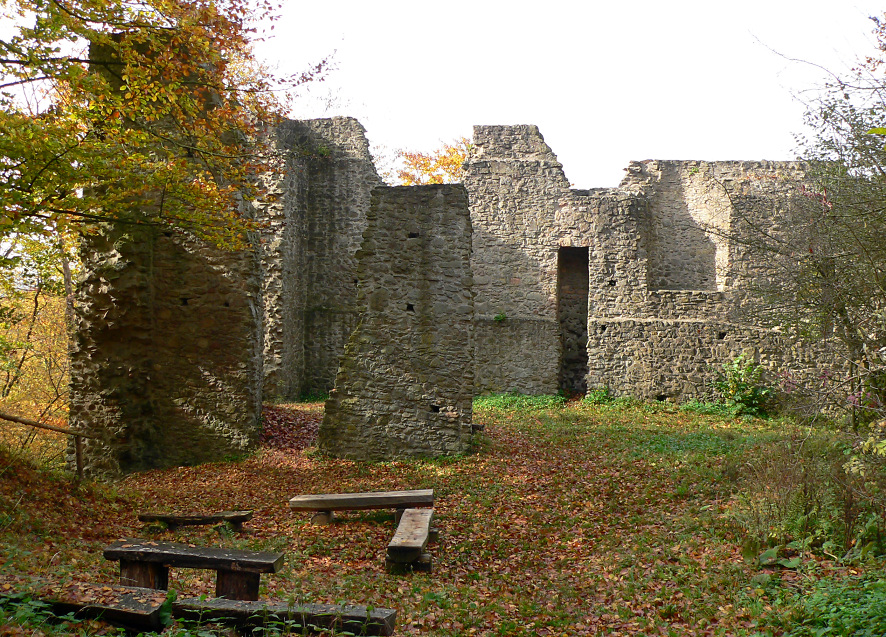
Der Innenraum des rechteckigen Hauptgebäudes

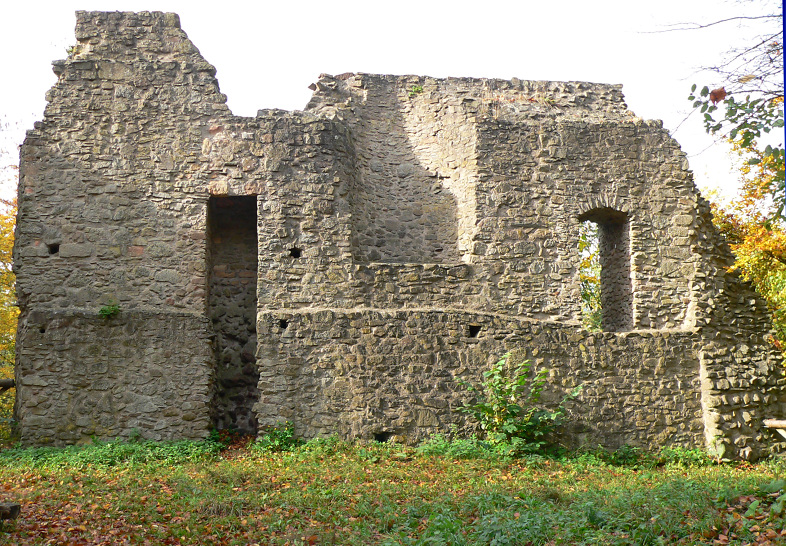
Details einer inneren Gebäudemauer mit Kaminabzug und Fensteröffnung

Die Entstehungsgeschichte der Burg ist nur vage bekannt: erst im 19. Jahrhundert berichtet Felix von Gilsa zu Gilsa von der Geschichte der Burg. Obwohl erst 1350 urkundlich erwähnt, wurde die Burg vermutlich bereits im 12. Jahrhundert von den Grafen von Ziegenhain erbaut. Sie diente der Kontrolle über die Straße durch das Tal der Gilsa.
Godebracht von Linsingen wird schon 1170/1177 als Ziegenhainer Burgmann erwähnt; seine Familie erbaute die Burg Jesberg. Wegen ihrer strategischen Lage spielte die Burg Schönstein, neben den Burgen Jesberg und Densberg, in den hessisch-mainzischen Kämpfen des 13. und 14. Jahrhunderts eine wichtige strategische Rolle.
1300 gab Graf Gottfried VI. von Ziegenhain die Burg an Hermann von Löwenstein-Schweinsberg zu Lehen. Graf Johann I., der Sohn Gottfrieds VI., richtete dort im Jahre 1350 ein neues Amt ein. Zum Amt Schönstein gehörten die gerade vom Kloster Haina erworbenen Dörfer Lischeid, Moischeid, Winterscheid und Gerwigshain (heute Wüstung), sowie die bisher dem Gericht auf den Wasen (Ziegenhain) zugehörigen Orte Falkenhain, Frankenhain, Treisbach (bei Sebbeterode), Schönau und Sachsenhausen. 1358 erweiterte Johann I. die Burganlage. In der Folgezeit waren Burg und Amt Schönstein immer wieder verpfändet, so bereits 1368 an Gottfried von Linsingen und die Brüder Hans und Helwig von Gilsa zu Roppershausen, die auch die Erlaubnis erhielten, die Burg auszubauen und zu verstärken.
Im Sternerkrieg wurde die Burg 1371 oder 1372 von Landgraf Heinrich II. von Hessen nach langer Belagerung erobert und zerstört. Nach ihrem Wiederaufbau wurde sie 1399 erneut von hessischen Truppen erobert und anschließend zerstört. Es folgte ein erneuter Wiederaufbau, nun allerdings ohne Bergfried. 1406 verpfändeten die Grafen Gottfried IX. und Johann II. von Ziegenhain ein Drittel der Burg und des Amts Schönstein an Ekkebrecht von Grifte; diese Pfandschaft wurde 1420 von den Ziegenhainer Grafen für 160 Gulden wieder eingelöst, wie seine Witwe Elisabeth Schenck von Schweinsberg bekundete.
Durch den Erbvertrag des letzten Grafen von Ziegenhain, Johann II., fiel die Burg 1450 mit der gesamten Grafschaft Ziegenhain an die Landgrafen von Hessen. Im Hessischen Bruderkrieg 1469 zerstörten böhmische Söldner des Landgrafen Ludwig II. von Hessen-Kassel die Burg, die zu diesem Zeitpunkt seinem jüngeren Bruder, Landgraf Heinrich III. von Hessen-Marburg, gehörte. (Die benachbarten Burgen Densberg und Jesberg erlitten das gleiche Schicksal.)
Bis 1543 war die Burg noch Sitz hessischer Amtmänner, die den nördlichen Teil der ehemaligen Grafschaft Ziegenhain, das Amt Schönstein mit 14 Orten des Gilserberger Hochlandes, verwalteten. Otto Hund war der letzte Amtmann von Schönstein. Bis zur Zerstörung der Burg wurden die Gerichtstage auf dem Schönstein abgehalten.
Ab 1557 verfiel die Burg allmählich. 1601 beteuerten Einwohner von Schönau dem Landgrafen Moritz dem Gelehrten, dass Steine aus der verfallenen Burg zum Bau der Festung Ziegenhain verwendet worden seien und nicht zum Bau ihrer eigenen Häuser.

## Baubeschreibung und heutiger Zustand
Die Reste der Burg liegen auf einem rechteckigen Plateau mit einer Grundfläche von 20 mal 36 Metern. Sie war durch einen tiefen Halsgraben vom abfallenden Hang abgetrennt. Nach Südwesten dienten Wallgräben der Sicherung. Der Hauptbau (Palas) war drei Stockwerke hoch, 20 m lang und 9 m breit. Außerdem gab es einen Bergfried, der zweimal bei Eroberungen zerstört und nach der Zerstörung von 1399 nicht wieder aufgebaut wurde. Am besten erhalten sind heute die Mauern, die vermutlich zum Palas mit seinen Fenstern und dem Kamin gehörten. Für die Bauten wurde als Steinmaterial örtlich vorkommende Grauwacke verwendet.
1987/1988 wurden die Reste der Burg durch das Forstamt Schwalmstadt und das Hessische Landesamt für Denkmalpflege gesichert.
Heute ist die Burgruine ein beliebtes Ausflugsziel, vor allem für Wanderer. Der Kellerwaldsteig führt an der Ruine vorbei.